# フェリペ・マッティオーニ・ローデ
フェリペ・マッティオーニ・ローデ（Felipe Mattioni Rohde、1988年10月15日 - ）は、ブラジル・イジュイ出身のサッカー選手。ポジションはDF。

## クラブ経歴
2007年、グレミオFBPAでプロデビュー。2009年1月15日、2008-09シーズン終了までACミランにレンタル移籍をした。しかし、出場機会は少なく、リーグ戦はわずか1試合の出場に終わった。2009-10シーズンはラ・リーガのRCDマジョルカにレンタル移籍をした。ホセミに次ぐ右サイドバックの2番手としての立ち位置だっため、リーグ戦の出場は20試合のみだったが、出場した試合では好プレーを見せた。
2010年5月28日、RCDエスパニョールと4年契約を交わした。しかし、加入後2シーズンは左膝の負傷で2シーズンを棒に振った。怪我から復帰後もチームに居場所は無く、在籍4シーズンで公式戦出場はわずか18試合だった。
2015年9月29日、エヴァートンFCのU-21チームに移籍した。加入から1ヶ月後、2015-16シーズンはEFLリーグ1のドンカスター・ローヴァーズFCにレンタル移籍することが発表された。ドンカスターからレンタルバック後、クラブとの契約を解除して母国ブラジルのボアECに加入した。その後は、ブラジル下部リーグのクラブを転々としている。